# TVS

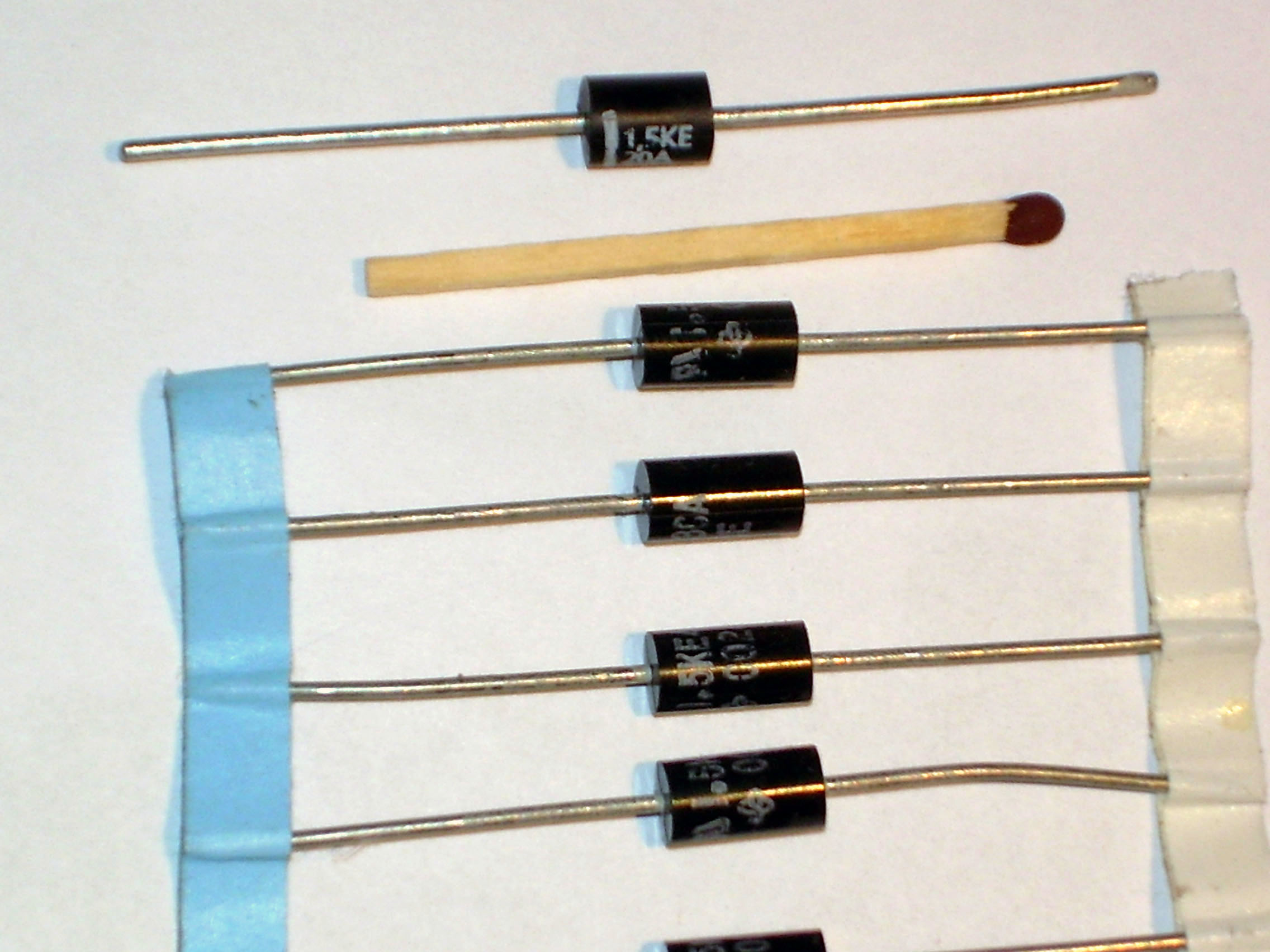
STMicroelectronics TVS-діоди (бренд: Transil) серії 1.5KE здатні витримати 1.5 кВт пікової потужності.

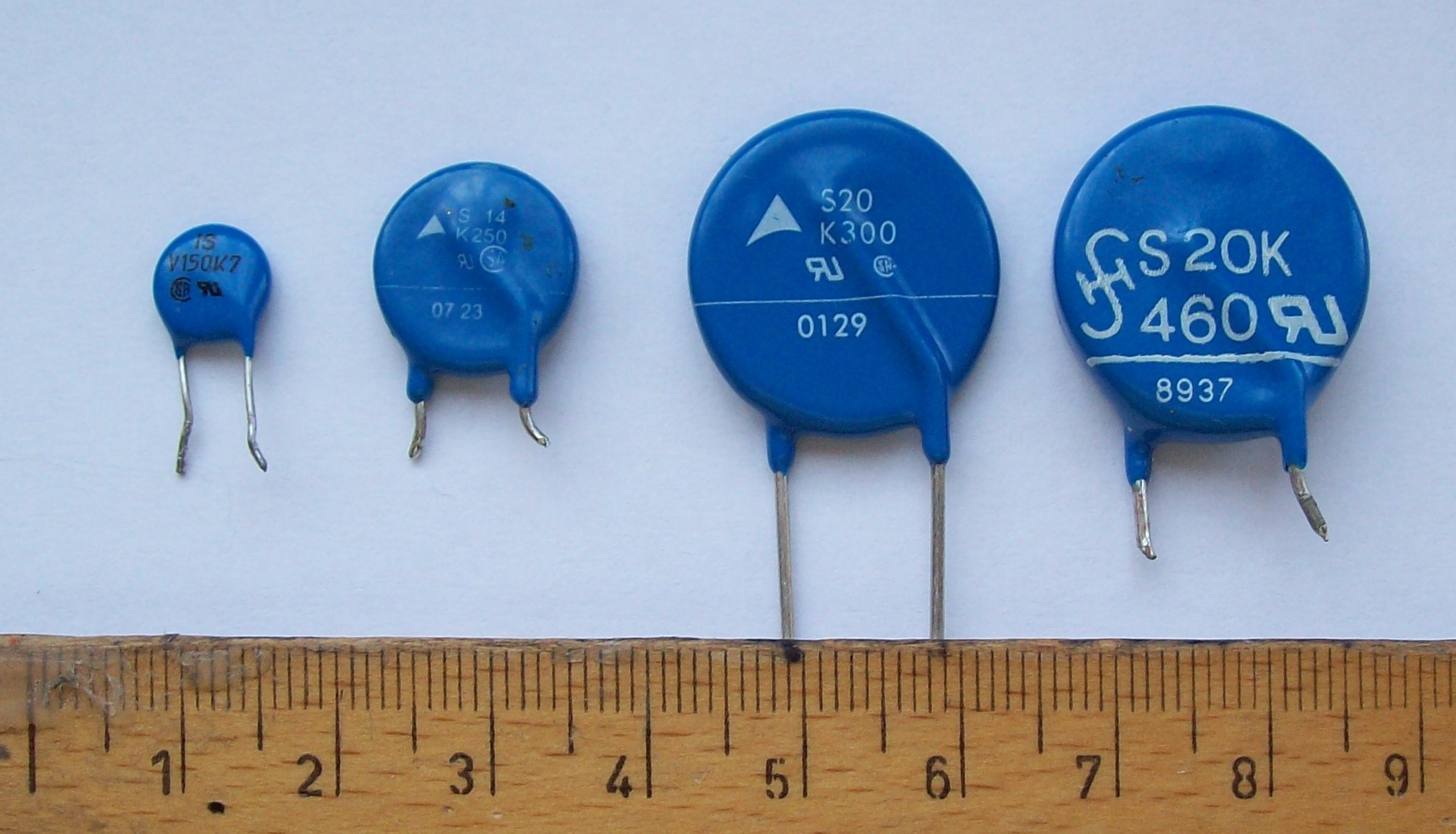
Варистори

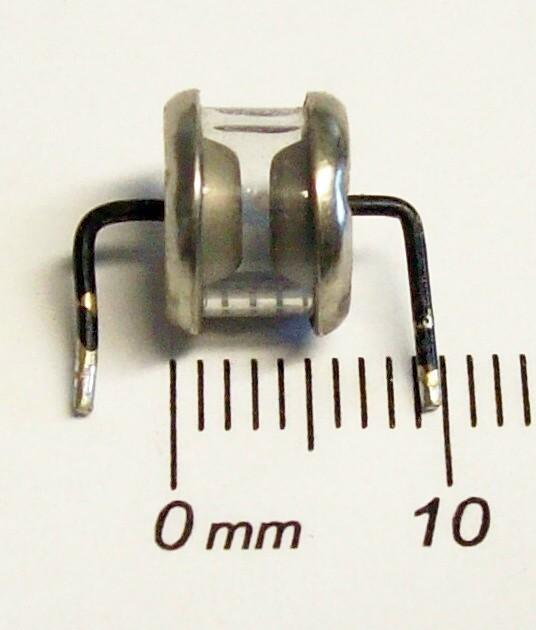
Газорозрядник.

Обмежувач викидів (піків) перенапруги (англ. transient voltage suppressor - TVS) — це діод Зенера або лавинний, зворотне включення якого використане для захисту від викидів (піків) перенапруги. При перевищенні наведенною напругою порогу лавинного пробою діод шунтує через себе надмірний струм. Як і інші обмежувальні пристрої, діод автоматично повертається до закритого стану, коли перенапруга спаде, але TVS-діоди здатні розсіювати значно більшу енергію, чим звичайні стабілітрони. TVS-діод може бути або одностороннім, або двостороннім.
Односторонній в прямому напрямку спрацьовує як випрямляючий діод. Але на відміну від звичайних діодів TVS-діод, наприклад популярної серії 1.5KE, може короткий час витримувати потужність 1500 Вт. Двосторонній TVS-діод являє собою два зустрічно включених лавинних діоди.
TVS-діод включаються паралельно до тих електричних кіл, які потрібно захистити.
Їх реакція на перенапругу швидша від варисторів чи газорозрядників.
Але пікосекунд, які гарантує техдокументація, в реальних схемах досягнути важко через індуктивність провідників.

## Порівняльна таблиця різних видів обмежувачів перенапруги
| Вид обмежувача             | Піковий струм (тип.) | Тривалість служби — кількість спрацьовувань | Реакція                            | Вносима ємність             | Струм стікання (прибл.) |
| -------------------------- | -------------------- | ------------------------------------------- | ---------------------------------- | --------------------------- | ----------------------- |
| TVS-діод                   | ?                    | ?                                           | ≈ 1 пс (обмежена довжиною виводів) | ?                           | ?                       |
| Варистор (MOV)             | до 70 kA             | @ 100 A, 8x20 мкс імп.: 1,000 раз           | ≈ 1 нс                             | Як правило 100-1,000 пФ +++ | 10 мкА                  |
| Лавинний діод, Діод Зенера | 50 A                 | @ 50 A, 8x20 мкс імп.: вічний               | < 1 мкс                            | 50 пФ                       | 10 мкА                  |
| Газорозрядник              | > 20 kA              | @ 20 kA, 8x20 мкс імп: > 20 раз             | < 5 мкс                            | < 1 пФ                      | < 1 нА                  |